# Бежан
Бежан (рум. Bejan) — село у повіті Хунедоара в Румунії. Входить до складу комуни Шоймуш.
Село розташоване на відстані 303 км на північний захід від Бухареста, 7 км на північний захід від Деви, 109 км на південний захід від Клуж-Напоки, 127 км на схід від Тімішоари.

## Населення
За даними перепису населення 2002 року у селі проживали 244 особи, усі — румуни. Рідною мовою 241 особа (98,8%) назвала румунську.